# Povijest Hrvatske ratne mornarice
Početci Hrvatske ratne mornarice sežu u rani srednji vijek i pomorske sukobe hrvatskih država, a kasnije i Hrvatskog Kraljevstva s Mlečanima, Arapima i drugim protivnicima. Dan Hrvatske ratne mornarice Hrvatske ratne mornarice slavi se 18. rujna u sjećanje na taj dan 887. i pobjedu flote pod knezom Branimirom nad Mlečanima kod Makarske. Hrvatski pomorci i brodovi sudjelovali su u raznim bitkama i mornaricama tijekom stoljeća. Od konačnog habsburškog preuzimanja Istre i Dalmacije 1815., ustrojava se prva moderna ratna mornarica na hrvatskom području. Gotovo sve važne mornaričke luke i tvrđave bile su na hrvatskom dijelu Jadrana, a više od trećine pripadnika bili su Hrvati. Hrvatski partizani su 1942., tijekom talijanske okupacije Jadrana, osnovali gerilsku partizansku mornaricu koja je uz pomoć Britanaca oslobodila primorje od Nijemaca i Talijana. Moderna Hrvatska ratna mornarica osnovana je tijekom osamostaljenja Hrvatske od Jugoslavije, čije je brodovlje i luke preuzela, u rujnu 1991. Sudjelovala je aktivno u Domovinskom ratu, a od 2015. i u mirovnim operacijama i NATO-vim vježbama i izvan Jadranskog mora.

## Srednji vijek
Prema izvoru langobardskog pisca Pavla Đakona godine 642. Hrvati su nazočni mnoštvom brodova pod gradom Sepontom (Manfredonija u južnoj Italiji). U mletačkim zapisima iz druge polovine 7. stoljeća mnoštvo je zapisa o problemima Mletačke Republike s hrvatskim gusarima, što je u to doba bio za sve zemlje znatan izvor prihoda. Isti izvori govore o Hrvatima kao uspješnim brodograditeljima. Već u doba kneza Vladislava (821. – 835.) izvori spominju jaku mornaricu. Zahvaljujući pomorskoj moći Hrvatske knez Mislav (835. – 845.) je onemogućio Veneciji uspostaviti kontrolu na istočnom Jadranu. Za vladavine kneza Trpimira (845. – 864.) Hrvati su prodrli do Furlanije i pred samu Veneciju. Jaka hrvatska mornarica za vladavine kneza Domagoja (864. – 876.) uspješno je obranila svoju obalu od Venecije, te je 866. Mletački dužd Partezipazio bio prisiljen sklopiti mir. Velika napast u to doba na Jadranu bili su Saraceni. Stoga je sklopljen savez Bizanta, Venecije i Hrvata, a kasnije i Pape i Franaka te se hrvatska mornarica 871. istakla kao saveznik franačkog cara Ludovika II. u oslobađanju Barija od Saracena.
U vrijeme kneza Branimira (879. – 892.), odnosno u vrijeme kada Hrvatska postaje potpuno neovisna država, i hrvatska mornarica nastavlja svoj uspon. To je razdoblje u kojem se odvija poznata bitka u srednjedalmatinskom akvatoriju i kada su u potpunosti poraženi Mlečani 18. rujna 887. Tada je poginuo i sam mletački dužd Petar Candiano. Sljedećih stotinu godina za slobodnu plovidbu Jadranom, Mlečani su plaćali Hrvatima danak.
U djelu Konstantina Porfirogeneta De administando imperio navodi se da je Hrvatska u vrijeme Tomislava (925. – 928.) imala 80 sagena s po 40 mornara i 100 kondura s 10 do 20 mornara, ne računajući veslače. Razdoblje Stjepana Držislava (969. – 996.) obilježeno je uspješnom pomorskom trgovinom i čuvanjem pomorskih puteva te dominacijom Hrvatske na istočnoj obali Jadranskog mora. Kralj Hrvatske i Dalmacije Petar Krešimir IV. (1058. – 1074.) proširio je svoje kraljevstvo "na kopnu i na moru". Samostanu Sv. Krševana u Zadru godine 1069. daruje otok Maun koji se nalazi "u našem dalmatinskom moru" (in nostro dalmatico mari). U to vrijeme spominje se vojvoda hrvatske kraljevske mornarice Rusin, a sama titula "vojvoda" koju su nosili samo državni dostojanstvenici govori o važnosti mornarice.
U prvoj godini vladavine kralja Dmitra Zvonimira (1074. – 1089.) na Jadran prodiru Normani. Kao Normanski saveznik, Zvonimir se uključio u rat protiv Bizanta i Venecije. Tako je 1084. normanski knez i vojvoda od Apulije, Robert Guiscard napao zapadne provincije Bizantskog carstva, kralj Zvonimir mu je poslao u pomoć svoju flotu. Normani su zaposjeli gradove na istočnoj obali. Jedino je sigurno da Rab nikad nije pao. Od godine 1082. do 1084. doba je saveza Normana i Hrvata koji je sklopljen pod utjecajem Pape Grgura VII.: Zajedno su vodili niz pomorskih bitaka protiv bizantsko-mletačke mornarice. Tako je u studenom 1084. i u kolovozu 1085. strahovito je potučena mletačka flota. 
Smrću Zvonimira 1089. pada državna i pomorska moć Hrvatske. Jadranska obala, zbog manjeg interesa Ugarsko-Hrvatske Države za more, prelazi u ruke Bizanta, i, s prekidima, Venecije. Od 1358. Ugarsko-Hrvatska Kraljevina pod Ludovikom ponovno gospodari gotovo cijelom istočnom jadranskom obalom od Krka do Kotora te ustrojava ratnu mornaricu na čelu s "kraljevskim admiralom Hrvatske i Dalmacije" koji je istodobno bio i knez Hvara, Brača i Korčule. Za mornaricu je svaki dalmatinski grad morao doprinositi galijom ili manjim brodom, ovisno o gospodarskoj snazi. Ta hrvatsko-dalmatinska mornarica imala je 12-15 galija i više manjih brodova te je bila koncentrirana u vodama između Trogira, Visa i Hvara. Postojala je do 1413., kada gotovo svu obalu zaposjeda Mletačka Republika. Hrvatski moreplovci služili su i u mletačkoj mornarici (admiral Ivan iz Vrane) te su sudjelovali i u mletačkim bitkama (Bitka kod Lepanta 1571.). Dubrovačka Republika uspjela je očuvati neovisnost, specijaliziravši se za pomorsku trgovinu. Pred njezin nestanak, 1800., ukupna flota (zajedno s ribarskim brodovima) imala je 673 jedrenjaka, od čega je bilo 255 većih brodova koji su plovili izvan teritorijalnih voda Dubrovnika. Ukupan broj jedrenjaka prekooceanske plovidbe iznosio je oko 230 brodova. Tada je u Dubrovniku bilo oko 7.000 pomoraca, brodograditelja, brodovlasnika i pripadnika drugih pomorskih struka.

## Moderno doba

### Austro-Ugarska
| Bitka kod Visa 1866. |  | Bitka kod Visa 1866.                             |
| Bitka kod Visa 1866. |  | Grb ratne mornarice uključivao je i hrvatski grb |

Krajem sedamnaestog i početkom 18. stoljeća Habsburška Monarhija, u čijem je sastavu tada bila Kraljevina Hrvatska s jadranskom obalom od Rijeke do Karlobaga, počinje ulagati veće napore u stvaranje pomorske sile koja bi štitila trgovačke brodove i kontrolirala trgovinu prema lukama u Rijeci i Trstu. Ratno brodogradilište i arsenal u Kraljevici utemeljeni su 1729., da bi novi zamah dobili 1764. – 1768. tijekom vladanja Marije Terezije. Nakon kratkotrajne Napoleonove vladavine, Habsburška Monarhija 1815. preuzima cijelu istočnojadransku obalu te ustrojava vlast. Habsburzi organiziraju prvu modernu ratnu mornaricu, čija glavna luka postaje Pula.
Tijekom talijansko-austrijskog rata 1866., obje flote su se sukobile 20. rujna u ključnoj bitki kod Visa. Pobjedom koju je odnijela austrijska flota pod Wilhelmom von Tegetthoffom Habsburška Monarhija je osigurala prevlast na Jadranskom moru. Nakon 1867. mornarica je postala zajednička nadležnost Austro-Ugarske te je službeni jezik postao njemački, iako su časnici morali znati više jezika. Ambiciozna Monarhija slala je mornaricu u intervencije i pothvate izvan Jadrana. Godine 1869. austrijska fregata Donau od 2000 BRT s 350 članova posade koji su, osim viših časnika, bili pomorci s hrvatskih otôkā i obale, poduzima putovanje oko svijeta. Brod je krenuo iz Pule u srpnju i vratio se u ožujku 1871. obišavši cijelu zemaljsku kuglu. Sačuvan je i brodski dnevnik kojeg je vodio član posade Matija Politeo iz Starigrada na otoku Hvaru. U austro-ugarskoj polarnoj ekspediciji 1872. – 1874., koja je otkrila Zemlju Franje Josipa, na brodu Tegethoff sudjelovali su i Hrvati Petar Lusica s Cresa (noštromo) i Antun Večerina (tesar). 1890. – 1891. korveta Zrinski (Zrinyi) plovila je do Nankinga te je posada mapirala i opisala dijelove rijeke Jangce. Časnik Jerolim Benko Bojnički o ekspediciji je objavio knjigu.
Razdoblje od 1911. do 1914. izuzetno je bitno za razvoj ratne mornarice. Tada su u Rijeci i Trstu porinuti njeni najveći brodovi: SMS Viribus Unitis, SMS Tegetthoff, SMS Prinz Eugen i SMS Szent Istvan. Ovo su razdoblje obilježili i pomorski zapovjednici hrvatskog podrijetla na najvišim položajima u Carskoj i kraljevskoj ratnoj mornarici, poput admirala Maksimilijana Njegovana ili kapetana bojnog broda Janka Vukovića Podkapelskog. Godine 1915. 34% mornaričkog osoblja bili su Hrvati. U sklopu mornarice, od 1915. hrvatski mornari sudjeluju u Prvom svjetskom ratu protiv Italije i ostalih saveznica Antante. Nezadovoljni mornari pokrenuli su i pobunu u bazi u Boki kotorskoj krajem rata.

#### Država SHS
Nakon sloma Austro-Ugarske, 31. listopada 1918. zapovjednik mornarice Miklos Horthy na admiralskom brodu Viribus Unitis u Puli, po nalogu cara i kralja Karla I., predao je svo brodovlje i luke novoosnovanoj Državi SHS. Mornaricu su formalno preuzeli izaslanici zagrebačkog Narodnog vijeća (dr. Ante Tresić Pavičić, Vilim Bukšeg i dr. Ivan Čop) te članovi Mjesnog odbora Narodnog vijeća u Puli. Tada je na brodovima istaknuta hrvatska zastava, dok je zapovjedni brod Viribus Unitis preimenovan u Jugoslavija. Nove vlasti promaknule su kbb Janka Vukovića Podkapelskog u čin kontraadmirala te je imenovan zapovjednikom flote, a kontraadmiral Dragutin Prica imenovan je povjerenikom za mornaricu Države SHS u Zagrebu. Idućeg dana talijanska brodica specijalne konstrukcije zvana mignata, slična upravljanom torpedu, prodrla je u pulsku luku i potopila zapovjedni brod Viribus Unitis zajedno s 250 mornara i zapovjednikom Jankom Vukovićem. Unatoč predaji u ruke Države SHS, ubrzo je gotovo sve austro-ugarske brodove i naoružanje po ulasku u jadranske luke preuzela Italija i druge snage Antante kao dio ratnog plijena i odštete.

### Kraljevina Jugoslavija
Ratna mornarica nadalje se razvija i u vrijeme Kraljevine Jugoslavije. No, gubitkom Istre, Rijeke, Zadra i otoka u korist Italije 1921., glavne luke postaju Šibenik, Split, Gruž i Kotor. Mornarica je isprva posjedovala samo zastarjele stare austro-ugarske brodove te su polako opremani i nabavljani novi brodovi i podmornice, uglavnom u inozemstvu. Ustrojeno je i mornaričko zrakoplovstvo. Mornarica nije sudjelovala u sukobima, a prilikom invazije na Jugoslaviju 1941. simbolično je djelovala protiv nastupajućih Talijana, koji su zarobili gotovo čitavu flotu. Hrvatska posada torpiljarke u Šibeniku po napadu na Jugoslaviju se pobunila i istaknula hrvatsku zastavu.

### Drugi svjetski rat
U Drugom svjetskom ratu, čitava stara jugoslavenska mornarica pala je u ruke Talijanima, koji pripajaju ostatak Kvarnera i velik dio Dalmacije te Rimskim sporazumima zabranjuju novonastaloj NDH stvaranje vlastite mornarice. Mornarica NDH je ustrojena značajnije tek 1943., ali nije igrala gotovo nikakvu ulogu na jadranskom bojištu te su je Nijemci raspustili zbog nepouzdanosti i prebjega partizanima. Hrvatski mornari novačeni su i u njemačku i talijansku ratnu mornaricu. U sklopu njemačke mornarice poslan je i odred mornara na Crno more. Padom Italije u rujnu 1943., sve više postaje vidljiva gerilska partizanska mornarica, koju su osnovali hrvatski partizani u Podgori kraj Makarske 10. rujna 1942. Bila je opremljena priručnim i preuređenim plovilima, uglavnom za prijevoz vojnika i opskrbu te se oslanjala na savezničku podršku. Partizanska mornarica do kraja rata je zajedno s Britancima polako preuzela nadzor nad otocima te unutarnjim vodama. Od 6019 ljudi Mornarice NOVJ, 5390 su bili Hrvati (89,5%). Samo kroz srednjodalmatinski četvrti Pomorski obalni sektor (obala Rogoznica-Zaostrog i otoci Hvar, Brač, Vis, Šolta) prošlo je 4.702 boraca od kojih je 81 poginuo.
- Spomenik mornarima NOVJ u Senju
- Spomen-svjetionik i Spomenik pomorcu na Katalinića brigu, Split
- Spomenik Galebova krila, Podgora

### Socijalistička Jugoslavija
Nakon 1945. Hrvatskoj su priključeni Rijeka, Zadar, Istra i otoci. Mornarica se nastavila razvijati iz gerilske partizanske mornarice. Hrvatski mornari i časnici (Ljubo Truta, Mate Jerković, Dinko Šurkalo, Bogdan Pecotić, Stanko Parmać i dr.) bili su prisutni u svim strukturama ratne mornarice, a glavne pomorske baze su se nalazile na području Hrvatske. Tijekom hladnog rata, Jugoslavija je značajno ulagala u mornaricu. Na Jadranu je izgrađeno mnogo luka, potkopa i pristana za ratne brodove i podmornice. Uz vlastite brodove, gradila je i podmornice, što ju je svrstavalo u jednu od pet zemalja svijeta koja ih proizvodi. Projektirao ih je Brodarski institut u Zagrebu, a gradila brodogradilišta u Puli i Splitu. Tijekom 1991. JRM je, kao i ostatak JNA, ratovala protiv Republike Hrvatske, a kad se konačno morala povući iz hrvatskih baza i luka, temeljito je uništila gotovo svu tehniku i kapacitete. Hrvatske snage uspjele su zarobiti ili preoteti nešto manje od četvrtine flote. Otoke Vis i Lastovo, značajna uporišta JRM, mornarica je napustila tek u svibnju 1992.

## Moderna hrvatska mornarica

### Domovinski rat

#### 1991.
Nakon osnivanja Zbora narodne garde kao prvih vojnih snaga RH krajem svibnja 1991. i izbijanja otvorenog rata između hrvatskih i jugoslavenskih postrojbi na kopnu i u zraku, Hrvatska je odlučila preuzeti kontrolu nad morem i priobaljem. Tako bi se dobilo na dubini djelovanja i manevarskom prostoru, jer je pod hrvatskim nadzorom u okolici Zadra, Biograda i Dubrovnika ostao tek uzak pojas primorja, a manji dio obale je bio i okupiran (masleničko ždrilo kod Zadra te Ston, Zaton, Slano i Konavle na jugu). U Novigradu u okolici Zadra ad hoc su formirane pomorske snage od nekolicine ribarica i trajekata za prijevoz i izvlačenje pripadnika 4. gardijske brigade. Prvi transport obavljen je u noći 29./30. srpnja. Zadarska 112. brigada HV-a je 21. kolovoza za svoje potrebe ustrojila flotilu od 3 remorkera i ribarska broda u Kali na otoku Ugljanu. Odlukom predsjednika Tuđmana o imenovanju zapovjednika HRM 12. rujna 1991. službeno je započelo ustrojavanje mornarice. Zapovjednikom netom osnovane Hrvatske ratne mornarice postao je umirovljeni admiral JRM i jedan od osnivača partizanske mornarice u Drugom svjetskom ratu, Sveto Letica. U prvih tjedan dana ustrojeno je zapovjedništvo HRM sa zadaćama motrenja neprijateljskih snaga i prikupljanja informacija za razbijanje pomorske blokade Jadrana, onemogućavanja pristupa neprijateljskom brodovlju, osiguranja prometa prema okupiranim područjima i otocima, potiskivanja neprijatelja iz uporišta na hrvatskom dijelu Jadrana te zaštita civila. Odmah se pristupilo osnivanju prvih vojnih postrojbi. Kao i ostatak Oružanih snaga RH u nastajanju, nove hrvatske pomorske snage morale su osvojiti i preuzeti baze i oružje jugoslavenskih snaga na području Hrvatske. Jugoslavenska mornarica imala je glavne baze u Puli, Šibeniku (Kuline), Splitu (Lora) i Visu, uz mnoge obalne topničke bitnice, skladišta, potkope i pristane diljem Jadrana. Prvi brod u hrvatskoj floti bio je desantno-jurišni čamac DJČ-103 koji je zaplijenjen od JRM 14. rujna, dok je bio na remontu u Veloj Luci. U akciji "Zelena tabla - Mala bara", 14./15. rujna osvojena su skladišta strjeljiva i naoružanja, a u Tatinjama i skladišta morskih mina čime je HRM došla do prvih snažnih oružnih sustava. Tijekom Bitke za Šibenik od 16. do 22. rujna snage 113. brigade i postrojbe PU Šibenske zarobile su u bazi Kuline 15 ratnih brodova i plovila, dok su radnici ondašnjeg Mornaričkog tehničko-remontnog zavoda Velimir Škorpik preuzeli Zavod u svoje ruke zajedno s 19 ratnih brodova i plovila. Mlade hrvatske snage su plijen od 34 plovila uspjele obraniti tijekom napada JNA na Šibenik. Premda je većina bila u lošem stanju, nedostajali su ili su bili oštećeni pogonski dijelovi i naoružanje, odmah se pristupilo njihovom osposobljavanju i opremanju pa su ti brodovi, uz nekoliko zarobljenih u pojedinačnim akcijama (npr. OB-02 Šolta, zarobljen tijekom Boja u Splitskom kanalu), postali temelj izgradnje HRM-a.
Zapoviješću zapovjednika HRM-a 24. rujna ustrojena je Ratna luka Šibenik, a 29. rujna zarobljeni brodovi ustrojeni su u Udarne pomorske snage (UPS):
- RTOP-402 - danas RTOP-21 Šibenik
- TČ-222 - u HRM pod imenom TB-51 Vukovar
- RČ-310 - u HRM pod imenom OBM-41 Dubrovnik
- PČ-171 - danas OB-61 Novigrad
- PČ-180 - danas OB-63 Cavtat
- PČ-181 - danas OB-64 Hrvatska Kostajnica

Od odlučujuće važnosti za nadzor obale i priobalja bilo je preotimanje obalnog topništva JRM-a i ustrojavanje obalnih topničkih bitnica (OTB). U rujnu su osvojene OTB 90 mm na Žirju (14. rujna), OTB 100 mm Zečevo (16. rujna), OTB 88 mm na Smokvici (19. rujna), OTB 88 mm Marinča rat na Šolti (20. rujna), OTB 85 mm Ražanj na Braču (24. rujna), OTB 88 mm Ražnjić i OTB 85mm Privala na Korčuli (17. rujna). Ustroj i popuna izvedeni su do 21. rujna, a 1. listopada od dijela topova osvojenih u Rogoznici i na otoku Šolti ustrojene su OTB Kašjuni i Duilovo u Splitu.
U jesen 1991. na moru je vladala pomorska blokada koju je oglasila Jugoslavenska ratna mornarica i važila je opća zabrana plovidbe za sve brodove. Na srednjedalmatinskom području tu zadaću je provodila Taktička grupa (TG) "Kaštela" koja je, uz veliki ophodni brod (VPBR-31 "Split"), imala i dvije raketne topovnjače (RTOP-401 i 403), raketni čamac (RČ-306), torpedni čamac (TČ-220) te jedan ophodni brod (PČ-176) i bila je apsolutni gospodar situacije. Stupanj provedbe blokade bio je vrlo velik. S otoka su vraćani čamci koji su prevozili bolesnike na dijalizu u splitske bolnice, zabranjeno je bilo isplovljavanje ribaricama i svim plovilima koja su mogla prevoziti ljude. Ploviti je mogao samo onaj koji je imao dopuštenje vojnih vlasti, a to je značilo da se nešto prevozi za njihove potrebe. Kako bi spriječili JRM u korištenju ratne luke Lora u Splitu i opskrbu TG Kaštela iz te baze, HRM je diverzijom uz pomoć trajekta Jadrolinije 25. rujna položila morske mine na ulazu u luku Lora. Ubrzo je jedna jugoslavenska barkasa naletjela na minu i potonula. Brodovi JRM su prestali koristiti Loru kao bazu, ali su unatoč tome zadržali položaje u Splitskom kanalu, blokirajući pomorski promet, a logistička potpora je organizirana s Visa i Lastova. Početkom listopada HRM je položila minsku zapreku i u Splitskim vratima.
Dana 14. studenoga diverzanti Hrvatske ratne mornarice su priručnim, daljinski navođenim torpedom pogodili i teško oštetili ophodni čamac PČ-176 Mukos koji je JRM, uz tri poginula, napustila. Taj je brod kasnije otegljen u remontno brodogradilište u Šibeniku gdje je ubrzo popravljen i uveden u operativnu uporabu. Danas plovi u sastavu 1. divizijuna Obalne straže pod oznakom OB-02 i nosi ime "Šolta". U znak odmazde 15. studenoga u 6:42 sati s VPBR-31 Split je otvorena paljba po gradu Splitu - gradu po kojem je dobio ime. Nakon toga, cijela taktička grupa "Kaštela" je otvorila paljbu po Splitu, Braču i Šolti. Uslijedio je i odgovor HRM-a koja je sa svojih topničkih bitnica otvorila paljbu po brodovima JRM-a. Djelovanjem topničkih bitnica brodovi JRM-a su bili prisiljeni na povlačenje. U pomoć je bilo upućeno 6 zrakoplova tipa Jastreb. Međutim, djelovanjem protuzračne obrane s otoka Brača oborena su dva zrakoplova i tako je onemogućeno njihovo djelovanje. Ovaj pomorski boj je poznat kao Boj u Splitskom kanalu. Nakon boja u Splitskom kanalu TG "Vis" koja je operirala južno od Splitskih vrata povukla se u uvalu luke Vis, a TG "Kaštela" se, u svom povlačenju prema Neretvanskom kanalu, u popodnevnim satima 15. studenoga, sastala s TG "Ploče" sastava tri minolovca (ML-143 "Iž", ML-144 "Olib" i ML-153 "Blitvenica").
Obalne topničke bitnice HRM-a s Pelješca i Korčule su u prijepodnevnim satima 16. studenoga  otvorile vatru po brodovima TG "Kaštela" i TG "Ploče". Došlo je do razmjene vatre, zbog čega je oštećeno nekoliko brodova JRM-a. Od posljedica djelovanja topničkih bitnica HRM-a minolovac ML-144 je bio primoran nasukati se u hvarskoj uvali Torac, a ML-143 je potonuo kod otoka Šćedro. Taj boj je poznat kao Boj u Korčulanskom kanalu. Ostali brodovi su se iz Korčulanskog kanala povukli na otok Vis.

#### 1992. – 1995.
Iz Visa i Lastova brodovi JRM više nisu isplovljavali radi bojnih djelovanja. Sve ostale aktivnosti koje je JRM poduzimala svodile su se na mjere borbenog osiguranja vlastitih snaga. Iako je još neko vrijeme vladalo stanje proglašene pomorske blokade, na nju se nitko više nije osvrtao, a putnički i trgovački brodovi slobodno su plovili unutarnjim morskim vodama. Izuzetak je bila pomorska komunikacija prema Dubrovniku koju su još uvijek kontrolirali brodovi JRM, nadzirući sve terete koji su trajektima pristizali u Dubrovnik. Stoga je težište bojnih djelovanja HRM-a u 1992. godini bilo premješteno sa središnjeg dijela jadranskog pomorskog bojišta na njegov južni dio, u obrani kojega je vrlo značajan doprinos imao odred naoružanih brodova Dubrovnik. Nakon pregovora, u svibnju 1992. godine JRM napušta i luke na Visu i Lastovu, koje su bile od presudne važnosti za kontrolu plovidbe Jadranom i smještali su flotu JRM neposredno u hrvatsko obalno more.
Flota Ratna mornarica Vojske Jugoslavije bazirana u Boki kotorskoj, unatoč problemima s održavanjem, raspolagala je s 3 fregate, 4 raketne topovnjače, 5 raketnih brodova, 5 torpednih brodova, 2 podmornice klase Heroj, 2 - 3 podmornice klase Una, 15 desantno-jurišnih čamaca, bojnom mornaričko-desantnog pješaštva, diverzantima i oko četiri tisuće raznih mina. Hrvatska brodogradnja je, s druge strane, radila na osposobljavanju zarobljenih brodova (od kojih je znatan dio bio na remontu, ili zarobljen nakon oštećivanja u borbama) i unaprjeđivanju flote HRM. Između ostalog, 1992. godine je u službu uvedena raketna topovnjača Kralj Petar Krešimir IV., sagrađena u Brodogradilištu Kraljevica, a dovršen je i desantni brod-minopolagač Cetina. Ubrzo su položene kobilice i za Krku i novu raketnu topovnjaču Dmitar Zvonimir, a dovršavala se i podmornica Velebit. U sklopu HRM ustrojeno je i mornaričko pješaštvo. Još u studenom 1991. na području Dubrovnika je bio osnovan Mješoviti odred mornaričko - desantnog pješaštva.
U siječnju 1993. HRM je brodovima, mornaričkim pješaštvom i diverzantima sudjelovala u operaciji Maslenica. Mornaričko desantno pješaštvo je sudjelovalo u teškim borbama za kontrolu nad Novigradom i Novskim ždrilom. Diverzanti su pazili pontonski most, a desantni brodovi su vršili prebacivanje postrojbi na ruti Ražanac-Starigrad. Raketna topovnjača Šibenik je vršila protuzračno osiguranje prostora helikopterskog prebacivanje gardijskih brigada na ruti Lučko-Šepurine. Maslenica je bila prva operacija hrvatskih snaga u kojoj su zajednički djelovale sve tri grane OSRH. Nakon provedene operacije, brodovi Šibenik, Vukovar i Dubrovnik su više od tri mjeseca vršili protuzračnu obranu i osiguranje Zadra te izgradnje novog masleničkog mosta.
U listopadu 1994. održana je združena vježba zrakoplovstva i mornarice pod nazivom "Posejdon-94", prilikom koje su s Petra Krešimira IV i Šibenika ispaljene rakete RBS-15B zarobljene od JRM. Kao mete iskorišteni su zarobljeni i potom otpisani brodovi RČ-310 Velimir Škorpik i TČ-219 Streljko. Rakete i tehnologiju je Švedska prodala Jugoslaviji netom prije rata, a kako je tijekom rata Hrvatska bila pod embargom, bez mogućnosti nabave sustava upravljanja ciljanjem, razvio se vlastiti. Uvođenjem raketa RBS-15 u uporabu, HRM je ostvarila prednost pred flotom VJ koja je raspolagala sličnim starijim i inferiornijim sustavima P-15 i P-21 sovjetskog podrijetla. Tijekom operacije Oluja u kolovozu 1995. mornarica je pripremljenom akcijom kodnog imena "Maestral" izvodila aktivnu obranu u južnom Jadranu za slučaj napada jugoslavenske flote iz Boke kotorske. Noć prije početka operacije, dvije raketne topovnjače isplovile su u akvatorij Mljeta te su bile spremne raketno djelovati. No, do napada RM VJ ipak nije došlo. Usto, za vrijeme operacije brodovi ratne mornarice prevozili su oružane snage u sektoru Zadar. HRM je do kraja Domovinskog rata uspješno kontrolirala hrvatsko teritorijalno more i osiguravala pristup hrvatskim lukama.
Tijekom rata ukupno je poginulo 58 pripadnika Hrvatske ratne mornarice. Jedino potopljeno plovilo HRM je barkasa BRM-42, koja je 28. siječnja 1992. naišla je na protubrodsku minu SAG-2. Predsjednik i vrhovni zapovjednik oružanih snaga Franjo Tuđman u Izvješću o stanju Republike u 1995. podnesenom Hrvatskom saboru u siječnju 1996., napomenuo je da su se "među pripadnicima Hrvatske ratne mornarice, pod zapovjedništvom admirala Svete Letice, u Domovinskom ratu posebno istakli: kapetan bojnog broda Kuzma Pecotić, pukovnik Zdravko Žuvela, kapetan korvete Mile Čatlak te pripadnici Odreda naoružanih brodova - Dubrovnik".

### Nakon rata
Ratno brodovlje bivše Jugoslavije uključeno je u pitanje sukcesije država nasljednica, no tijekom veljače 1996. godine, Republika Hrvatska izjavljuje kako odustaje od podjele bivše flote, koja je u to doba smještena u Boki kotorskoj. Jugoslavenska podmornica Soča, tijekom rata zarobljena na remontu u Splitu, preinačena je i konačno uvedena u službu u rujnu 1996. pod imenom P-01 Velebit. Godine 1997. planirana je izgradnja korvete po modularnom načelu, deplasmana do dvije tisuće tona, pod radnim nazivom „Hrvatski ratni brod za 21. stoljeće“ te obalne podmornice od 400 do 500 tona, no do ostvarivanja ovih planova nije došlo. Godine 2001. u Kraljevici je kao dio klase Kralj porinuta raketna topovnjača Kralj Dmitar Zvonimir. Zvonimir je dugo bio nedovršenog naoružanja. Pod zapovjednikom kontraadmiralom Zdravkom Kardumom (2002. – 2007.) HRM je imala podosta problema s ispravnošću i održavanjem brodovlja. Američki radari Enhanced Peregrine nabavljeni su 2003./04. godine kako bi se uspostavio radarski nadzor Jadrana, no nikako nisu stavljeni u funkciju. Dugoročnim planom razvoja obrambenog sustava 2006. – 2015. otpisana je jedina hrvatska podmornica Velebit. Kako je 2007. u sklopu HRM osnovana Obalna straža, prepušten joj je dio plovila i osoblja. HRM je 2008. u sklopu "offset" sporazuma s Finskom prilikom kupnje borbenih oklopnih vozila Patria AMV za simboličnu cijenu kupila dvije raketne topovnjače klase Helsinki, te ih je imenovala Dubrovnik (42) i Vukovar (41). Nakon toga, Ministarstvo obrane na čelu s Brankom Vukelićem je razmatralo prodaju raketnih topovnjača Zvonimir i Krešimir Gruziji tijekom rata s Rusijom, od čega se odustalo. Iste 2008. Vijeće za obranu, nakon velike cijene koju je proizvođač zatražio, donijelo je odluku o odustajanju od remontiranja uskladištenih raketa RBS-15 koje čine glavno i najmoćnije oružje HRM-a te, zapravo, njihovom otpisu. Zbog toga se 2009. razmatrao i otpis dviju raketnih topovnjača, jer su im motori dizajnirane za ratne zadaće - brzo isplovljavanje i raketno djelovanje - te nisu osobito pogodni za dugotrajni nadzor mora.
Godine 2011., zbog mjera štednje i višegodišnjeg nedovoljnog financiranja HRM-a, održavanje plovila i mornaričkih tehničkih sredstava obavljano je selektivno kako bi se zadržala plovidbenost, dok se pojedini brodski sustavi, oprema i mornarička tehnička sredstva nisu održavali propisanom dinamikom. Obavljen je remont na 12 brodova, a odustalo se od remonta šest brodova. U održavanju plovidbenosti brodova prioritet su brodovi Obalne straže (100% ispravnosti na kraju 2011. godine). Plovidbenost brodova Flotile HRM-a je iznosila 90%. Kao najveći pojedinačni problem u održavanju brodova i nadalje je bila neispravnost glavnih motora na RTOP-11 ("Krešimiru"). Nakon što je "Krešimir" proveo dvije i pol godine izvan funkcije, u lipnju 2014. je konačno remontiran u Šibeniku te je otad u punoj operativnoj uporabi. U Brodosplitu 17. rujna 2014., nakon višestrukog odgađanja, ministar obrane Ante Kotromanović svečano je položio kobilicu za prvi iz serije od pet OOB-a (obalnih ophodnih brodova) koji se grade za potrebe Obalne straže HRM-a. U listopadu 2014. Saborski odbor za obranu odlučio je konačno osposobiti i modernizirati radarski sustav Enhanced Peregrine te je natječan raspisan u prosincu.
Odlukom Vijeća za obranu 2014. ipak je u konačnici odlučeno da će HRM zadržati svoje raketne sposobnosti. Rakete su se prigodom pregleda pokazale u iznimno dobrom stanju te se pristupilo općem remontu u Hrvatskoj. Dana 14. svibnja 2015. izvršeno je pokusno lansiranje: prvi put u povijesti Hrvatske ispaljena je raketa RBS-15 s mobilnog obalnog lansera na cilj na moru, što je bio i prvi put da je raketa uopće ispaljena još od 1994. Nakon uspješnog djelovanja, 6. listopada je prigodom velike vojne vježbe "Združena snaga" s Dmitra Zvonimira u akvatoriju Dugog otoka ispaljena raketa na 26 km udaljen cilj.
Nakon sudjelovanja posade i broda Andrija Mohorovičić u operaciji nadzora vanjske pomorske granice EU-a i spašavanja migranata, u listopadu 2015. desantni brodovi-minopolagači Cetina i Krka su upućeni u Španjolsku kako bi prevezli vojnike i tehniku koji su sudjelovali na NATO-voj vojnoj vježbi, čime je HRM počela obavljati zadatke i izvan Jadrana.

## Vanjske poveznice
- Hrvatski pomorski muzej Split
- Društvo za proučavanje prošlosti Carske i kraljevske mornarice "Viribus unitis" - Pula  Arhivirana inačica izvorne stranice od 19. srpnja 2016. (Wayback Machine)
- Udruga Dragovoljaca Hrvatske Ratne Mornarice Domovinskog Rata  Arhivirana inačica izvorne stranice od 1. svibnja 2016. (Wayback Machine)
- Najstarije snimke vojnih luka Šibenik i Pula te mornaričkih manevara, 1898.
- Midžić, Enes. "Prve filmske snimke iz Hrvatske i prve snimke naše mornarice"  Arhivirana inačica izvorne stranice od 4. ožujka 2016. (Wayback Machine), Akademija dramske umjetnosti, Zagreb
- Kalajžić, Mišel. "Krševan Meštrović: »Ćaća i stariji brat austrijski, ja i dva brata talijanski, drugi brat partizanski, a unuk hrvatski vojnik!«"  Arhivirana inačica izvorne stranice od 12. kolovoza 2015. (Wayback Machine), Slobodna Dalmacija, 26. srpnja 2015.
- Šarac, Damir. "Vjeko Sumić: Englezima sam na Visu krao latu, a za Tita u Americi kupovao jahtu - Umirovljeni pukovnik Vjeko Sumić, osnivač i zadnji živući pripadnik prvoga partizanskoga mornaričkog odreda", Slobodna Dalmacija, 10. rujna 2012.
- Lokošek, Nives. "Imali smo sveti cilj - obranu Jadranskog mora; 25 godina porinuća Petra Krešimira IV", Slobodna Dalmacija, 18. ožujka 2017.
- "Zdravko Kardum: Ratna mornarica osuđena je na nestanak", 10. kolovoza 2013.
- O problematici radarskog nadzora Jadrana
- 15 godina HRM-a, prigodni film MORH-a (2006.)